# Ena von Baer (Politikerin)

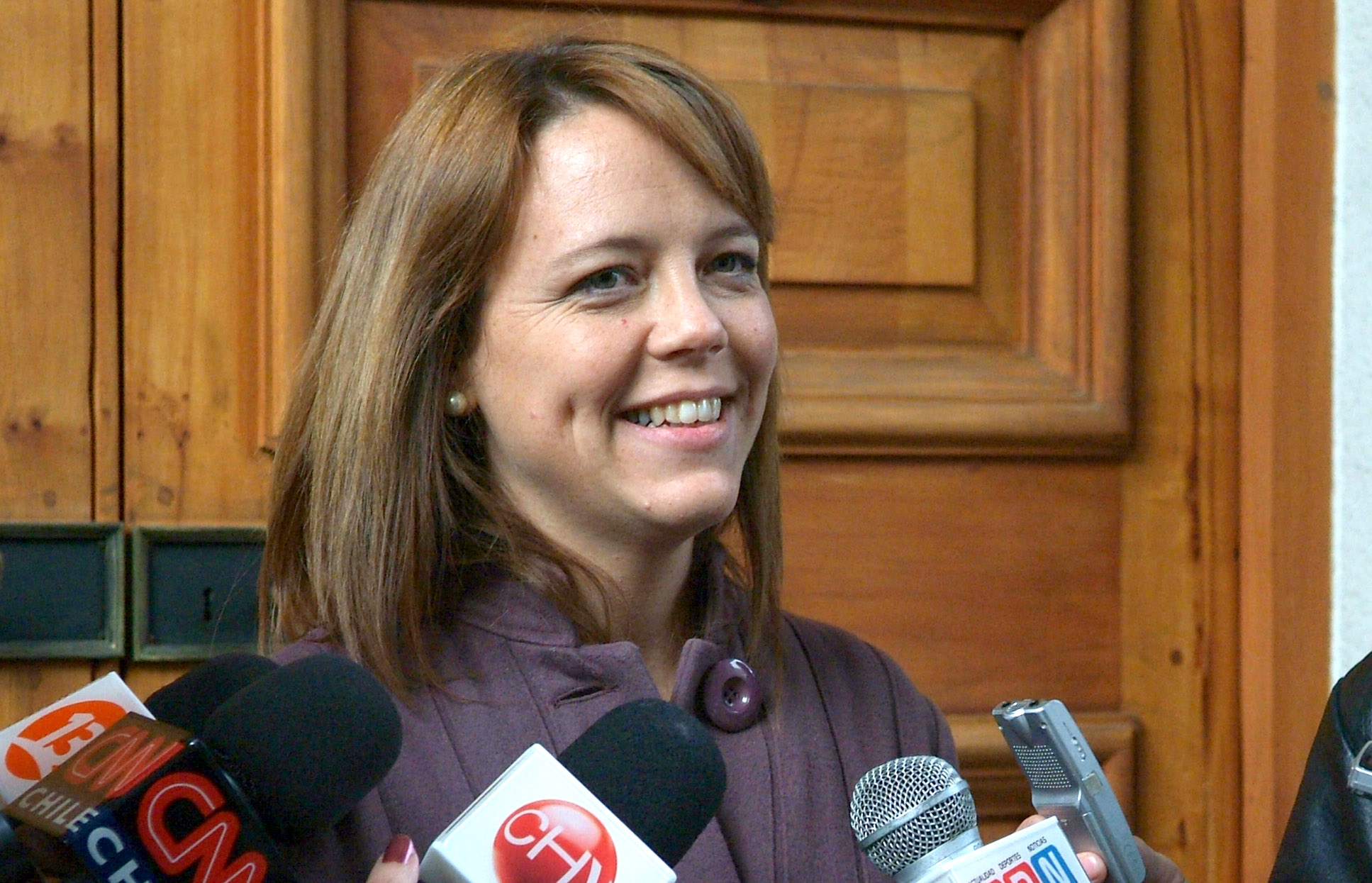
Ena von Baer (2011)

Ena Anglein von Baer Jahn (* 28. November 1974 in Temuco) ist eine chilenische deutschstämmige Politikerin (UDI). Sie war in der Regierung des chilenischen Staatspräsidenten Sebastián Piñera bis 2011 Regierungssprecherin, seither ist sie Senatorin.

## Leben

### Herkunft und Familie
Ena von Baer ist eine Tochter des deutsch-chilenischen Biologen und Saatgutunternehmers Erik von Baer und seiner Frau Helga geb. Jahn. Sie hat drei Schwestern, darunter Karina von Baer (* 1972), die Präsidentin des chilenischen Bauernverbands (Sociedad Nacional de Agricultura) ist. Ihre Mutter Helga, die sich in der Lutherischen Kirche in Chile (ILCH) engagiert, wurde in Valparaíso als Tochter eines Landwirts aus Pommern geboren, der 1939 über Hamburg nach Chile eingewandert war, wo bereits Verwandte seiner Frau lebten. Ihr Vater Erik (* 1941) verließ Deutschland als Kind mit seinen Eltern, die 1948/49 über Belgien nach Chile ausreisten, um ein neues Leben zu beginnen und der Strafverfolgung als NS-Belastete durch die amerikanische und britische Besatzungsjustiz zu entgehen. Enas Onkel Heinrich von Baer, ein jüngerer Bruder ihres Vaters, war von 1987 bis 2002 Rektor der Universidad de La Frontera in Temuco.
Ena von Baer ist mit dem Ingenieur Edward Fröhlich verheiratet und hat zwei Kinder. Sie ist Lutheranerin und gehört wie ihre Mutter der Lutherischen Kirche in Chile (ILCH) an, die sich 1975 von der Evangelisch-lutherischen Kirche in Chile (IELCH) abgespalten hat und von Deutschstämmigen dominiert wird, die in der Zeit der Militärdiktatur nach dem Putsch in Chile 1973 mit der regierungskritischen Haltung der von der deutschen EKD unterstützten IELCH nicht einverstanden waren.

### Werdegang
Ena von Baer machte ihren Schulabschluss an der Deutschen Schule Temuco. 1994 begann sie ein Studium der Journalistik an der Pontificia Universidad Católica de Chile und wurde Mitglied der Mädchenschaft Erika Michaelsen Koch. Ab 1998 studierte sie in Deutschland und erlangte an der RWTH Aachen im Jahr 2000 einen Master in European Studies. 2002 schloss sie ihre Promotion in Politikwissenschaften bei Helmut König mit einer Arbeit zur Rolle der Vergangenheitsbewältigung im Systemwechsel am Fallbeispiel Chile ab. Sie wurde während ihrer Studienzeit in Deutschland von der Hanns-Seidel-Stiftung als Stipendiatin gefördert.
Nach ihrer Rückkehr nach Chile 2002 arbeitete sie bis 2005 am Think Tank Instituto Libertad y Desarrollo als wissenschaftliche Referentin für die Steuerung politischer Projekte und wurde im Jahre 2005 Akademische Direktorin der School of Government an der Universidad Adolfo Ibáñez. Als Leiterin des Programms Politik und Gesellschaft kehrte sie anschließend an das Institut für Freiheit und Entwicklung zurück. Von Baer war mehrfach als Beraterin verschiedener Politiker Chiles tätig, unterrichtete an der politikwissenschaftlichen Fakultät der privaten Universidad del Desarrollo und war fester Gast einer Diskussionssendung im chilenischen Fernsehen (TVN).

### Politische Tätigkeit
Als Kandidatin der rechtsgerichteten Unión Demócrata Independiente (UDI) bewarb sich Ena von Baer 2009 für das Senatorenamt im Distrikt Araucanía Sur und scheiterte knapp. 2009 unterstützte sie den Kandidaten des konservativen Wahlbündnisses Alianza por Chile, Sebastián Piñera, im Wahlkampf der Präsidentschaftswahlen als Kampagnensprecherin. Sie war im ersten Kabinett Piñera von März 2010 bis Juli 2011 als Ministerin im Generalsekretariat der Regierung für Kommunikation und Presse (Regierungssprecherin) zuständig. Am 27. Juli 2011 rückte sie für den Wahlbezirk Santiago Oriente als Nachfolgerin des zum Wirtschaftsminister ernannten Pablo Longueira in den Senat nach und wurde damit zur jüngsten Senatorin in der Geschichte Chiles. Bei den Wahlen 2013 wurde sie für den Wahlbezirk Región de Los Ríos für die Amtsperiode 2014–2022 in den Senat gewählt. Dort arbeitet sie in den Ausschüssen für Bildung und Kultur, für Inneres, Dezentralisierung und Regionalisierung und für maritime Angelegenheiten und Fischerei sowie im gemeinsamen Budgetausschuss von Senat und Abgeordnetenhaus.

### Positionen
Auch nachdem sie ihr Amt als Regierungssprecherin bei der ersten Kabinettsumbildung Piñeras im Juli 2011 aufgrund sehr schlechter Umfragewerte verloren hatte, war sie verschiedentlich mit kontroversen Äußerungen und Debatten in den Medien präsent. In der Diskussion um die von der damaligen Opposition angestrebte Lockerung des Abtreibungsverbots in Chile erklärte sie im März 2012, Frauen hätten auch bei sogenannten therapeutischen Indikationen (nach Vergewaltigung, bei Gefahr für das Leben der Mutter und wenn der Fötus nicht überlebensfähig ist) kein Recht auf Abtreibung, weil sie ihren Körper an das entstehende Leben nur „verliehen“ hätten. Dieser Aussage wurde unter anderem von der Schriftstellerin María José Viera Gallo widersprochen, und Ena von Baer erhielt scharfe Kritik von Abgeordneten der sozialdemokratischen PPD. Heute bedauert sie ihre Äußerung, wie sie im Bezahlfernsehsender Via X zu verstehen gab. Baers Bewertung der Militärdiktatur in Chile (1973–1989) ist ambivalent: Zum 30. Jahrestag des üblicherweise als Auftakt der Transition in Chile und Stichtag für das Ende der Diktatur betrachteten Referendums vom 5. Oktober 1988, mit dem eine weitere Amtszeit von Augusto Pinochet im Präsidentenpalast verhindert wurde, erklärte sie im Radio Bío-Bío, die während der Diktatur in Chile verfolgte Politik habe die Basis für den wirtschaftlichen Aufstieg des Landes gelegt und es ermöglicht, „dass Chile heute davon träumen kann, ein entwickeltes Land zu sein.“

### Parteispendenaffäre
Ende 2014 gehörte von Baer zu den Politikern, die in das so genannte «Pentagate» verwickelt waren. Gegen diese Politiker wurden von der chilenischen Steuerfahndung SII wegen Steuerhinterziehung ermittelt. Es ging um die unzulässige Einwerbung und Verwendung von Spendengeldern für die Finanzierung des Wahlkampfes für die von den Konservativen verlorene Präsidentschaftswahl in Chile 2013.

## Veröffentlichungen
- Die Rolle der Vergangenheitsbewältigung im Systemwechsel. Fallbeispiel Chile (Dissertation, Aachen 2004).[17]

Die Arbeit ist in den Jahren ab 2007 verschiedentlich bei den PoD-Verlagsunternehmen der VDM-Gruppe im Druck erschienen, zuletzt unter ISBN 978-3-639-41712-8.